# ريكي وابرا
ريكي وابرا (بالإنجليزية: Reece Wabara)‏ (28 ديسمبر 1991 في المملكة المتحدة - ) هو لاعب كرة قدم بريطاني في مركز الدفاع. شارك مع منتخب إنجلترا تحت 19 سنة لكرة القدم ومنتخب إنجلترا تحت 20 سنة لكرة القدم. أما مع النوادي، فقد لعب مع أولدهام أثلتيك وإيبسويتش تاون ومانشستر سيتي ونادي بارنسلي ونادي بلاكبول ونادي دونكاستر روفرز وويغان أتلتيك.

## وصلات خارجية
- ريكي وابرا على موقع قاعدة بيانات كرة القدم.إي يو (الإنجليزية)
- ريكي وابرا على موقع Soccerbase.com (لاعب) (الإنجليزية)
- ريكي وابرا على موقع Soccerway.com (الإنجليزية)
- ريكي وابرا على موقع عالم كرة القدم.نت (الإنجليزية)
- ريكي وابرا على موقع GSA (الإنجليزية)